# Amentia
Amentia is een vernederlandst woord uit het Latijn en betekent "waanzin".

## Geschiedenis
Het woord is vooral bekend in medische kringen en stamt waarschijnlijk af van het kerklatijn. Amentia is een vrouwelijk zelfstandig naamwoord en heeft twee betekenissen, namelijk zinneloosheid en waanzin of verdwazing. Verder is er ook nog het bijvoeglijk naamwoord: amens (-entis) dat gek, ontzet, verdwaasd, ongerijmd, dolzinnig of onzinnig kan betekenen. 

## Latijnse spreekwoorden
Amentia of amens /entis werd gebruikt in de volgende spreekwoorden:
- Amens metu, terrore, dolere: "Verbijsterd van angst, van smart";
- Nihil amentius dicitur: "Men zegt niks meer ongerijmd".